# Vivianne Pasmanter
Vivianne Pasmanter (São Paulo, 24 de mayo de 1971) es una actriz brasileña.

## Vida personal
Se casó en 2001 con el empresario Gilberto Zaborowsky. En el primer intento de ser madre, sufrió un aborto involuntario, su segundo embarazo fue de mucha tensión, pero satisfactorio con la llegada de Eduardo, su hijo mayor. Lara, su segunda hija, nació en 2005 aunque su embarazo no estaba previsto ya que pensaba volver a trabajar en televisión. Trabajó en teatro y cine con la obra Tartufo y la película Viva Voz. Vivianne estuvo casada con  Zaborowsky durante siete años, la separación fue confirmada en 2008.

## Trabajos en la televisión
| 1990 | Rá-Tim-Bum               | Fada Madrinha                       | Episodio: "Cinderela"                                                      |
| 1991 | Felicidade               | Débora Meirelles                    |                                                                            |
| 1993 | Mulheres de Areia        | Malu Assunção                       |                                                                            |
| 1994 | Educação Para o Trânsito | Ella misma                          |                                                                            |
| 1994 | Você Decide              |                                     | Episodios: "Passarinhos e Gaviões", "Amor e Morte" e "Sexo falado é sexo?" |
| 1995 | A Próxima Vítima         | Irene Ribeiro                       |                                                                            |
| 1996 | Alén, luz de luna        | Vera Hardoy                         | Novela Argentina                                                           |
| 1996 | Anjo de Mim              | Lavínia                             |                                                                            |
| 1997 | Por Amor                 | Laura Saboya Trajano                |                                                                            |
| 1999 | O Belo e as Feras        | Teca                                | Episódio: "Mulher de Amigo Meu pra Mim é Ótimo!"                           |
| 1999 | Andando nas Nuvens       | Elisabete Montana Rocha             |                                                                            |
| 2000 | Uga-Uga                  | Maria João Portella                 |                                                                            |
| 2003 | Kubanacan                | Lorena Velásquez                    |                                                                            |
| 2006 | Páginas de la vida       | Isabel Fernandes                    |                                                                            |
| 2008 | Casos e Acasos           | Suzana                              | Episodio: "O Colchão, a Mala e a Balada"                                   |
| 2008 | Você Está Aqui           | Fabiana / Beth                      | Episodios: "15 Minutos" e "Agora Você Tem Duas Opções"                     |
| 2008 | Guerra & Paz             | Dra. Silvia                         | Episodio: "Maníacos & Depressivos"                                         |
| 2009 | Tudo Novo de Novo        | Karen Vilela                        |                                                                            |
| 2010 | Tempos Modernos          | Regeane Cordeiro                    |                                                                            |
| 2012 | As Brasileiras           | Maria Eduarda Stein                 | Episodio: "A Venenosa de Sampa"                                            |
| 2014 | La sombra de Helena      | Shirley Soares                      |                                                                            |
| 2015 | Totalmente Demais        | Liliane de Bocaiuva Monteiro (Lili) |                                                                            |
| 2017 | Novo Mundo               | Germana Ferreira                    |                                                                            |